# Азизи, Ходадад
Ходадад Азизи слу́шайтео файле (перс. خداداد عزیزی‎; родился 22 июня 1971, Мешхед, Иран) — иранский футболист и футбольный тренер.

## Карьера

### Клубная
Азизи начал свою футбольную карьеру в клубе «Абумослем», после которого играл в нескольких других иранских клубах.
В 1997 году Азизи переехал в Германию, чтобы играть за клуб «Кёльн». Вместе со своими партнёрами по сборной Али Даеи и Каримом Багери он был одним из первых иранцев, выступавших в немецкой Бундеслиге. Отыграл три сезона в «Кёльне».
8 марта 2000 года Азизи подписал контракт с клубом MLS «Сан-Хосе Эртквейкс». В высшей лиге США дебютировал 25 марта 2000 года в матче стартового тура сезона против «Коламбус Крю». 3 июня 2000 года в матче против «Колорадо Рэпидз» забил свой первый гол в MLS. Принял участие в Матче всех звёзд MLS 2000.
В 2001 году перешёл в клуб чемпионата ОАЭ «Аль-Наср» из Дубая.
В том же 2001 году вернулся на родину, чтобы выступать за тегеранский ПАС.
В 2005 году подписал контракт с клубом чемпионата Австрии «Адмира Ваккер», но из-за конфликта с тренером и руководством, не сыграв ни минуты в официальных матчах, покинул команду.
После неудачи в Австрии вернулся в Иран, где присоединился к клубу «Огаб».
В 2006 году перешёл в клуб «Рах Ахан».

### В сборной
Азизи представлял Иран на Кубке Азии 1996 года, чемпионате мира 1998 года и Кубке Азии 2000 года. Он был признан лучшим игроком Кубка Азии 1996 года.
Азизи забил гол в ворота сборной Австралии в ответном матче межконтинентального плей-офф отборочного турнира чемпионата мира в ноябре 1997 года, который сравнял счёт и позволил сборной Ирана сыграть на чемпионате мира 1998 года во Франции.

### Тренерская
В декабре 2006 года Азизи был назначен главным тренером «Абумослема». Он был снят с должности в октябре 2007 года.

## Вне футбола
По окончании сезона 2005/06 годов Азизи завершил игровую карьеру, после чего работал в «Абумослеме» в качестве советника председателя клуба.
Азизи является совладельцем компании, выпускающей спортивную одежду под брендом «Маджид». Он инвестировал в эту компанию 400 тыс. долларов.

## Достижения
Командные
«Кёльн»
- Чемпион Второй Бундеслиги: 1999/2000

ПАС
- Чемпион Ирана: 2003/04

сборная Ирана
- Бронзовый медалист Кубки Азии: 1996

Личные
- Футболист года в Азии: 1996
- Лучший игрок Кубка Азии: 1996
- Участник Матча всех звёзд MLS: 2000